# Союз молодёжи (общество художников)
«Союз молодёжи» (Общество художников «Союз молодёжи») — первое петербургское общество художников-экспериментаторов и новаторов и первое столичное творческое объединение русского авангарда. Основано в ноябре 1909 года по инициативе М. В. Матюшина и Е. Гуро, развивалось при деятельном участии Волдемара Матвея, В. Д. Бубновой и многих других художников, при участии и поддержке Л. Жевержеева. Официальную регистрацию после утверждения устава получило 16 февраля 1910 года. Существовало в разных составах и с перерывами — до 1919 года.
Номинально общество существовало с 1909 по 1914 год, но в 1917 году состоялось общее собрание «Союза молодёжи», а в 1919-м некоторые художники, состоявшие в нём практически с основания, участвовали в 1-й Свободной Государственной выставке произведений искусства в Зимнем дворце, заявленные именно как члены общества. Провело семь выставок, осуществило несколько изданий и театральных постановок. В деятельности общества принимало участие значительное число представителей нового искусства России начала XX века.

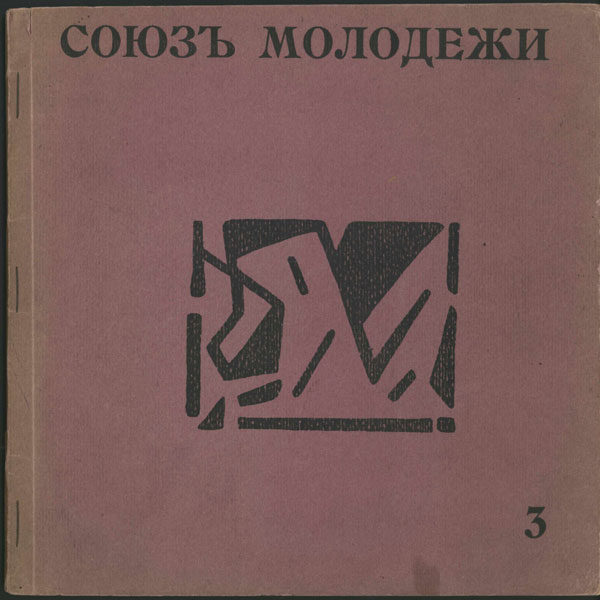
И. Школьник. Обложка сборника «Союз молодёжи» №3. 1913

## Организация общества

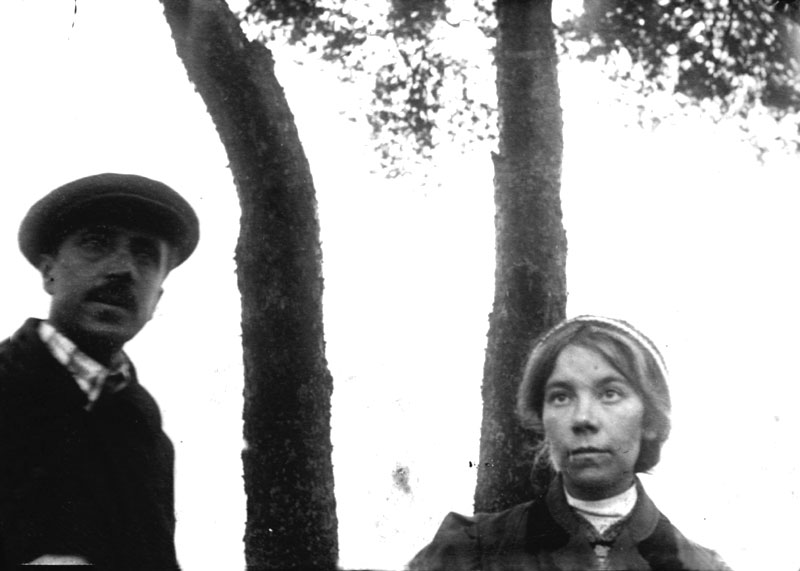
Михаил Матюшин и Елена Гуро

25 апреля 1908 года в «Пассаже», на Невском проспекте, открылась выставка «Современные течения». Организатором её выступил Николай Иванович Кульбин, который также был представлен на ней своими произведениями — в одной из шести основных секций экспозиции (400 работ) — в группе «Треугольник» («Δ. Художественно-психологическая группа»), сложившейся по его инициативе в январе 1908 года. В апреле 1909 года из группы «Треугольник» вышли художники М. В. Матюшин, Е. Г. Гуро, Э. К. Спандиков, И. С. Школьник, С. Я. Шлейфер. Причиной разрыва явился темп развития нового искусства, интенсивность притока представителей иных направлений, которые зачастую вступали в противоречие с творческой позицией лидера раннего петербургского авангарда — Н. И. Кульбин, при всём понимании неизбежности этого процесса, уже не в силах был удержать недавно с ним начинавших на устаревающей, становящейся консервативной платформе исповедуемых им принципов, ещё в недавнем прошлом — передовых. Позднее М. В. Матюшин напишет по этому поводу:
Уже в конце 1909 года произошла дифференцировка, отделившая от группы Н. Кульбина наиболее активных участников. Разрыв был вызван несогласием с «эклектичностью, декадентством и врубелизмом» лидера.
Зимой 1909—1910 годов новое объединение — «Союз молодёжи» — «авангард авангарда» на заседаниях своего комитета, в который вошли покинувшие «Треугольник» М. В. Матюшин, Е. Г. Гуро, Э. К. Спандиков, А. И. Балльер, И. С. Школьник, С. Я. Шлейфер, а также В. И. Быстренин и А. Ф. Гауш, решает вопросы об аренде мастерской, организации фонда и выставки, музыкального вечера, о формировании устава. Но уже в январе 1910 года из-за идеологических разногласий в «Союзе молодёжи» произошёл раскол — из общества выходят М. В. Матюшин, Е. Г. Гуро, З. Я. Мостова, Н. И. Любавина, Р. В. Воинов. Этому предшествовало обращение М. В. Матюшина и Р. В. Воинова за помощью к Левкию Ивановичу Жевержееву и вступление последнего в СМ. Участие этого мецената, художника, знатока и коллекционера живописи и прикладного искусства, было судьбоносным для организации — в период неопределённой её будущности Л. И. Жевержеев не побоялся неизбежных противоречий, отсутствия статуса, неоднородности и, в отдельных случаях, слабости предполагаемого к экспозиции (выставочная деятельность подразумевалась в качестве основной задачи общества); он ответственно включился в решение проблем общества и не только обеспечил материальную сторону дела (мастерская, материалы и прочее), но и принял активное участие в идеологии СМ, став не только его бессменным председателем, но и, на начальном этапе, экспонентом.

## Выставочная деятельность «Союза молодёжи»

### 1910
Первая выставка «Союза молодёжи» (при участии в отдельном зале московских художников группы «Золотое руно») — Санкт-Петербург, Морская, 28. 8 марта — 11 апреля (24 участника, а также работы художественного керамического производства «Гельдвейн и Ваулин»; всего 228 произведений)
- А. А. Афанасьев-Кокель
- С. И. Бодуэн де Куртенэ
- В. И. Быстренин
- Г. Е. Верховский
- А. Ф. Гауш
- Н. С. Гончарова
- К. И. Евсеев
- Л. И. Жевержеев
- А. М. Зельманова
- И. Ф. Ларионов
- М. Ф. Ларионов
- П. И. Львов
- В. И. Матвей
- И. И. Машков
- Д. И. Митрохин
- С. А. Нагубников
- С. А. Налепинская
- Е. Я. Сагайдачный
- Э. К. Спандиков
- И. М. Северин
- А. В. Уханова
- П. Н. Филонов
- И. С. Школьник
- С. Я. Шлейфер[9]

Выездная выставка «Русский сецессион» (совместная выставка «Союза Молодёжи» с группами «Новое общество художников», «Золотое Руно», «Венок—Стефанос» и при участии других художников) — Рига, Дерптская ул., 15. 13 июня — 8 августа (34 участника, 222 произведения)
- А. А. Афанасьев-Кокель
- С. И. Бодуэн-де-Куртенэ
- В. Д. Бубнова
- В. Д. Бурлюк
- Д. Д. Бурлюк
- В. И. Быстренин
- Г. Е. Верховский
- А. Ф. Гауш
- Л. Н. Гауш
- Н. С. Гончарова
- К. В. Дыдышко
- Л. И. Жевержеев
- Н. В. Зарецкий
- А. М. Зельманова
- И. Ф. Ларионов
- М. Ф. Ларионов
- П. И. Львов
- В. И. Матвей
- Л. Я. Мительман
- Д. И. Митрохин
- И. И. Машков
- С. А. Нагубников
- С. А. Налепинская
- П. С. Наумов
- К. С. Петров-Водкин
- Е. Я. Сагайдачный
- Э. К. Спандиков
- И. М. Северин
- А. В. Уханова
- В. К. Царевская
- М. А. Шитов
- И. С. Школьник
- С. Я. Шлейфер
- А. А. Экстер

### 1911
Вторая выставка «Союза молодёжи» (при участии в двух отдельных залах московских художников из объединения «Бубновый валет» и группы Ларионова) — Санкт-Петербург, Адмиралтейский пр., 10. 11 апреля — 10 мая (по каталогу: 29 участников, 193 произведений)
- А. И. Балльер
- Л. И. Арионеско-Балльер
- В. С. Барт
- В. П. Белкин
- И. С. Бодуэн де Куртенэ
- В. Д. Бурлюк
- Д. Д. Бурлюк
- Г. Е. Верховский
- С. Н. Воленкова
- Н. С. Гончарова
- А. М. Зельманова
- П. П. Кончаловский
- А. В. Куприн
- М. Ф. Ларионов
- Я. Леваковска
- П. И. Львов
- К. С. Малевич
- А. А. Моргунов
- И. И. Машков
- С. А. Нагубников
- Н. И. Роговин
- О. В. Розанова
- Е. Я. Сагайдачный
- Э. К. Спандиков
- В. Е. Татлин
- А. В. Фонвизин[11]
- Т. М. Челнокова
- И. С. Школьник
- Ц. Я. Шлейфер

На 2-й выставке «Союза молодёжи» москвичи выглядели радикальнее петербуржцев, что отмечалось и критиками, и ключевыми художниками «Союза молодёжи». В. Матвей, воздержавшийся от участия в экспозиции этой и следующей выставок объединения в Петербурге (в связи с учёбой в Академии художеств и негативным отношением преподавателей к участию студентов в левых выставках), писал М. Ларионову: «Вы чертовски дело двигаете тем, что поддерживаете нас, этим самым двигаете вперёд новое искусство. <…> Благодаря Вас, мы как-то уверенно пошли по дороге, указанной нам москвичами. Мы не фанатики, мы не маэстро, мы как-то выезжаем на красотах других».

### 1912
Совместные выступления этого года «Союза молодёжи» и группы «Ослиный хвост» — при взаимном критическом отношении друг к другу руководства «Союза» (Спандиков, Школьник, Шлейфер) и лидеров москвичей (Ларионов, Татлин, с поддержавшими их петербургскими единомышленниками Бартом, Ле-Дантю и Сагайдачным) — «имели характер обоюдного тактического компромисса, позволявшего группе Ларионова иметь выставочную площадку в Петербурге, а „Союзу молодёжи“ — в Москве».
Третья выставка «Союза молодёжи» (при участии группы «Ослиный хвост» и двух художников общества «Бубновый валет») — Санкт-Петербург, Инженерная ул., 2, кв. 1. 4 января — 12 февраля (26 участников, 139 произведений)
Участники от обществ «Союз молодёжи» и «Бубновый валет»:
- К. В. Дыдышко
- А. М. Зельманова
- А. В. Куприн
- Е. Ю. Кузьмина-Караваева
- Л. Н. Курчанинова
- П. И. Львов
- И. И. Машков
- Л. Я. Мительман
- С. А. Нагубников
- В. Д. Новодворская
- Пангалуци
- П. Д. Потипака
- О. В. Розанова
- Э. К. Спандиков
- П. Н. Филонов
- И. С. Школьник
- Ц. Я. Шлейфер
- М. Ясенский

Участники от группы «Ослиный хвост»:
- С. П. Бобров
- Н. С. Гончарова
- М. Ф. Ларионов
- К. С. Малевич
- А. А. Моргунов
- В. Е. Татлин
- А. В. Фонвизин
- А. В. Шевченко

 «Во дворе бывшей государственной типографии, в прескверной, холодной квартире помещается возмутительнейшая из бэдламских выставка, выставка картин Союза молодёжи. Здесь всего 139 номеров, — но за вход всё же взимается 50 к.! Тут же сплошное глумление и над искусством, и над публикой, озорство, доведённое до бесшабашности. Но курьёзное дело! Большинство этих чудовищных малеваний принадлежит москвичам, членам общества „Ослиный хвост“. Ведь надо же избрать себе такую кличку! Одно озорство могло заставить этих неведомых юнцов стать под флагом ослиного хвоста…» — (Загуляева Ю. Петербургские письма. VIII. «Московские ведомости», 1912, 19 февраля).
Выездная выставка, совместно с выставкой «Ослиный хвост» — Москва, выставочное помещение МУЖВЗ, Мясницкая ул., 21. 11 марта — 8 апреля (16 участников от «Союза молодёжи», немногим более 110 произведений; 18 участников «Ослиного хвоста», из которых у одних лишь Гончаровой и Ларионова было 53 и 43 работы)
Участники «Союза молодёжи»:
- В. Д. Бубнова
- К. В. Дыдышко
- А. М. Зельманова
- Л. Н. Курчанинова
- П. И. Львов
- В. И. Матвей
- Л. Я. Мительман
- С. А. Нагубников
- В. Д. Новодворская
- П. Д. Потипака
- О. В. Розанова
- Э. К. Спандиков
- И. С. Школьник
- П. Я. Шлейфер
- М. Ясенский
- П. Н. Филонов (вне каталога)

Участники группы «Ослиный хвост»:
- В. К. Анисимов
- В. С. Барт
- С. П. Бобров
- Н. С. Гончарова
- К. М. Зданевич
- И. Ф. Ларионов
- М. Ф. Ларионов
- М. В. Ле-Дантю
- К. С. Малевич
- А. А. Моргунов
- Н. Е. Роговин
- Е. Я. Сагайдачный
- И. А. Скуйе
- В. Е. Татлин
- А. В. Фонвизин (без согласия автора[18])
- М. З. Шагал
- А. В. Шевченко
- А. С. Ястржембский

Экспозиция «Союза молодёжи» была мало отмечена критикой, и в большей степени заслужила похвал её консервативных представителей: «Вместе с „Ослиным хвостом“ на верхней галерее зала приютились произведения „Союза молодёжи“, представляющие большие интерес и ценность, чем крикливые плакаты, висящие в нижнем зале» (С. Мамонтов, «Русское слово», 13 марта 1912 г.).
Четвёртая выставка «Союза молодёжи» (при участии художников группы «Ослиный хвост» и общества «Бубновый валет») — Санкт-Петербург, Невский пр., 73. 4 декабря 1912 — 10 января 1913 г. (22 участника, ок. 120 произведений)
- А. И. Балльер
- В. Д. Бурлюк
- Д. Д. Бурлюк
- Р. В. Воинов
- Н. С. Гончарова
- К. В. Дыдышко
- М. Ф. Ларионов
- Н. В. Лермонтова
- Н. И. Любавина
- К. С. Малевич
- М. В. Матюшин
- В. В. Маяковский
- З. Я. Мостова
- С. А. Нагубников
- П. Д. Потипака
- И. А. Пуни
- О. В. Розанова
- Э. К. Спандиков
- В. Е. Татлин
- А. В. Шевченко
- И. С. Школьник
- П. Я. Шлейфер

М. Ларионов, всё менее удовлетворяясь совместными выставками с «Союзом молодёжи», вновь пытался организовать с помощью Л. Жевержеева отдельную, более представительную, выставку «Ослиного хвоста» в Петербурге, но и эта попытка не увенчалась успехом: как и в прежние годы, работы «ларионовцев» были показаны в составе общей экспозиции «Союза молодёжи». При этом то, что не удавалось Ларионову, немного позднее было осуществлено его конкурентами из общества «Бубновый валет». Существенную роль в этом сыграл и Д. Бурлюк, и недавние союзники Ларионова, перешедшие в противоположный лагерь. 3 января К. Малевич, А. Моргунов и В. Татлин были приняты в члены «Союза молодёжи», но если Малевич ещё продолжил сотрудничество с группой Ларионова, то Татлин и Моргунов порвали с «Ослиным хвостом», став 13 января действительными членами «Бубнового валета», и уже в апреле Татлин участвовал в широкомасштабной выставке, организованной «бубновыми валетами» в Петербурге с участием большой группы современных французских художников.
Возможности сотрудничества «Союза молодёжи» и группы Ларионова были исчерпаны, и 4-я выставка «Союза» стала последней в ряду их совместных выступлений.

### 1913
Пятая выставка «Союза молодёжи» — Санкт-Петербург, Невский пр., 73. 10 ноября 1913 — 12 января 1914 г. (29 участников и посмертная экспозиция произведений Е. Г. Гуро)
- Н. И. Альтман
- В. Д. Бурлюк
- Д. Д. Бурлюк
- М. В. Беженцев
- Е. Ф. Васильева
- Р. В. Воинов
- А. В. Грищенко
- К. В. Дыдышко
- А. М. Зельманова
- И. В. Клюн[К 4]
- Г. В. Лабунская
- Н. И. Любавина
- Э. А. Лассон-Спирова[К 5]
- К. С. Малевич
- А. А. Моргунов
- М. В. Матюшин
- С. А. Подгаевский
- П. Д. Потипака
- И. А. Пуни
- О. В. Розанова
- М. М. Синякова
- Э. К. Спандиков
- В. Е. Татлин
- П. Н. Филонов
- В. М. Ходасевич
- В. Ф. Шехтель[К 6]
- И. С. Школьник
- П. Я. Шлейфер
- А. А. Экстер

Во время экспонирования выставки в периодической печати были опубликованы сведения о новом правиле, принятом руководством «Союза молодёжи», согласно которому члены общества впредь «не могут выставлять свои произведения на других выставках». Кроме того, руководство «Союза», несмотря на постоянную меценатскую помощь Л. Жевержеева, попало в сложное финансовое положение, в результате чего по завершении выставки возник ряд конфликтов с её экспонентами, в частности с К. Малевичем и А. Грищенко.
Действия руководящего ядра «Союза молодёжи» (Э. Спандиков, И. Школьник, П. Шлейфер, Л. Жевержеев) по ограничению прав членов общества свободно выставляться и денежные конфликты довершили процесс дифференциации среди художников, группировавшихся вокруг «Союза». 27 января 1914 года К. Малевич письменно уведомил Л. Жевержеева о выходе из общества, вскоре аналогичные заявления прислали В. Татлин и А. Моргунов. Затем покинул общество де-факто П. Филонов, создав в марте 1914 года «Интимную мастерскую живописцев и рисовальщиков „Сделанные картины“».
Формально «Союз молодёжи» не распадался и де-юре продолжал существовать, но его выставочная деятельность более не возобновлялась.

## Издательская деятельность «Союза молодёжи»

### 1912

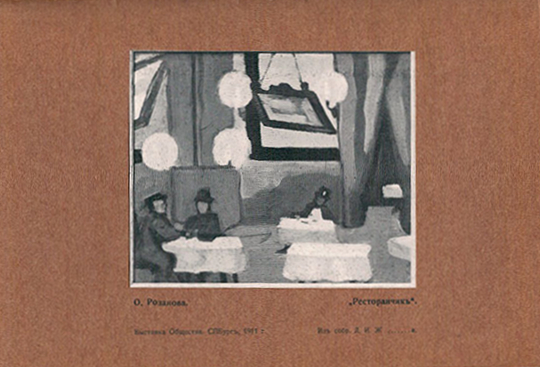
Ольга Розанова. Ресторанчик. 1911. Репродукция из сборника «Союз молодёжи № 2»; картина экспонировалась на выставке общества в 1911 году

Первыми изданиями общества стали два сборника «Союз молодёжи № 1» (апрель) и «Союз молодёжи № 2» (июнь) с теоретической работой «Принципы нового искусства» Вольдемара Матвея (псевдоним «В. Марков»). В первом сборнике были также опубликованы: статья Варвары Бубновой (псевдоним «Д. Варварова») «Персидское искусство», стихи китайских поэтов в переводе Вячеслава Егорьева, заметки Иосифа Школьника с проектом организации обществом музея русской живописи (не был осуществлён) и Эдуарда Спандикова о реферате С. Боброва «Русский пуризм». Во втором сборнике кроме продолжения статьи Матвея и китайской поэзии в переводе В. Егорьева был опубликован перевод В. Бубновой манифеста итальянских художников-футуристов У. Боччони, К. Карра, Д. Северини, Д. Балла из книги «Le Futurisme» (1911), заметок об искусстве А. Ле Фоконье и К. Ван Донгена (со статьёй о его творчестве), а также репродукции произведений членов «Союза молодёжи» И. Школьника, П. Филонова, Э. Спандикова, С. Шлейфера, П. Потипака и О. Розановой с выставок общества.

### 1913

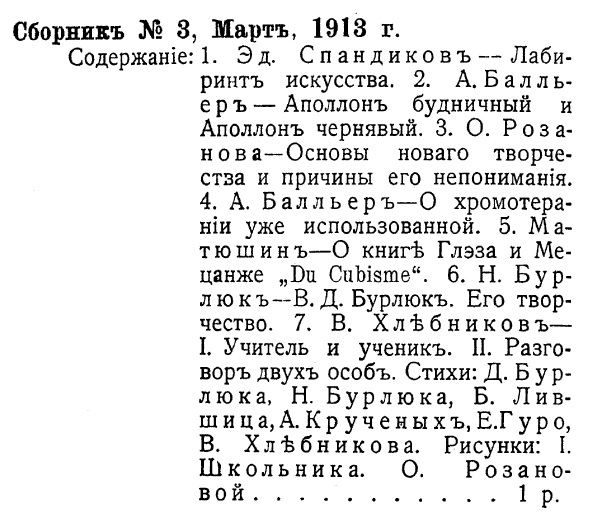
Содержание сборника «Союз молодёжи № 3», напечатанное в брошюре В. Маркова «Искусство острова Пасхи» (с.46)

Сборник «Союз молодёжи № 3» (март) с материалами О. Розановой, М. Матюшина, В.Хлебникова, братьев Бурлюков, А. Кручёных и других футуристов.

### 1914
В январе — марте вышли в свет три издания с участием В. Матвея, которые предполагались к выпуску ещё в 1913 году:
- Марков В. Принципы творчества в пластических искусствах. Фактура. — СПб.: О-во Художников «Союз молодёжи», 1914. — 70 с. — 1300 экз.
- Марков В. Искусство острова Пасхи. — СПб.: О-во Художников «Союз молодёжи», 1914. — 48 с.
- Егорьев В., Марков В. Свирель Китая. — переводы из древнекитайской поэзии. — СПб.: О-во Художников «Союз молодёжи», 1914. — 116 с. — 600 экз.

## Комментарии
1. ↑  Организатор выставки Волдемар Матвей привлёк к участию группу Михаила Ларионова, который после банкротства Николая Рябушинского искал новых выставочных альянсов[7].
2. ↑  Однако в каталоге не были указаны экспонировавшиеся на выставке работы П. Н. Филонова, М. С. Шагала и С. М. Кеворковой[10].
3. ↑  Обе выставки проходили в одном помещении и в общие сроки, но «Союз молодёжи» имел отдельную вывеску и самостоятельный каталог[16].
4. ↑  Работы И. В. Клюна были рекомендованы к участию и отправлены в Петербург К. С. Малевичем[26].
5. ↑  Работы Э. А. Лассон-Спировой были рекомендованы к участию П. Н. Филоновым[25].
6. ↑  Работы В. Ф. Шехтель были рекомендованы к участию В. В. Маяковским[25].
7. ↑  Это правило прежде всего было направлено против П. Филонова, который в прошлом сезоне предпочёл участию в выставке «Союза молодёжи» показ своих работ на петербургской выставке Внепартийного общества художников, а также против новых членов «Союза» В. Татлина, К. Малевича и Д. Бурлюка, также выставлявшихся на выставках других обществ и объединений в Петербурге[27].